# Gnatholepis thompsoni
El gobio puntadorada (Gnatholepis thompsoni) es una especie de peces de la familia de los Gobiidae en el orden de los Perciformes.

## Morfología
Los machos pueden llegar a alcanzar los 8,2 cm de longitud total y las  hembras 5.7.

## Hábitat
Es un pez de Mar y, de clima tropical y asociado a los  arrecifes de coral que vive entre 0-50 m de profundidad. 

## Distribución geográfica
Se encuentra en el Atlántico occidental (desde Bermuda, Florida-los Estados Unidos - y Bahamas hasta el norte de Sudamérica ) y el Atlántico oriental (isla Ascensión, isla Santa Elena y la isla de Santo Tomé).

## Observaciones
Es inofensivo para los humanos. 